# Lonchopisthus lindneri
Lonchopisthus lindneri is een straalvinnige vissensoort uit de familie van kaakvissen (Opistognathidae). De wetenschappelijke naam van de soort is voor het eerst geldig gepubliceerd in 1942 door Ginsburg.